# Leśniczówka (Jaworze Dolne)
Leśniczówka – część wsi Jaworze Dolne w Polsce położona w województwie podkarpackim, w powiecie dębickim, w gminie Pilzno.
W latach 1975–1998 miejscowość administracyjnie należała do województwa tarnowskiego.